# Sprinteuropamästerskapen i kanotsport 2012

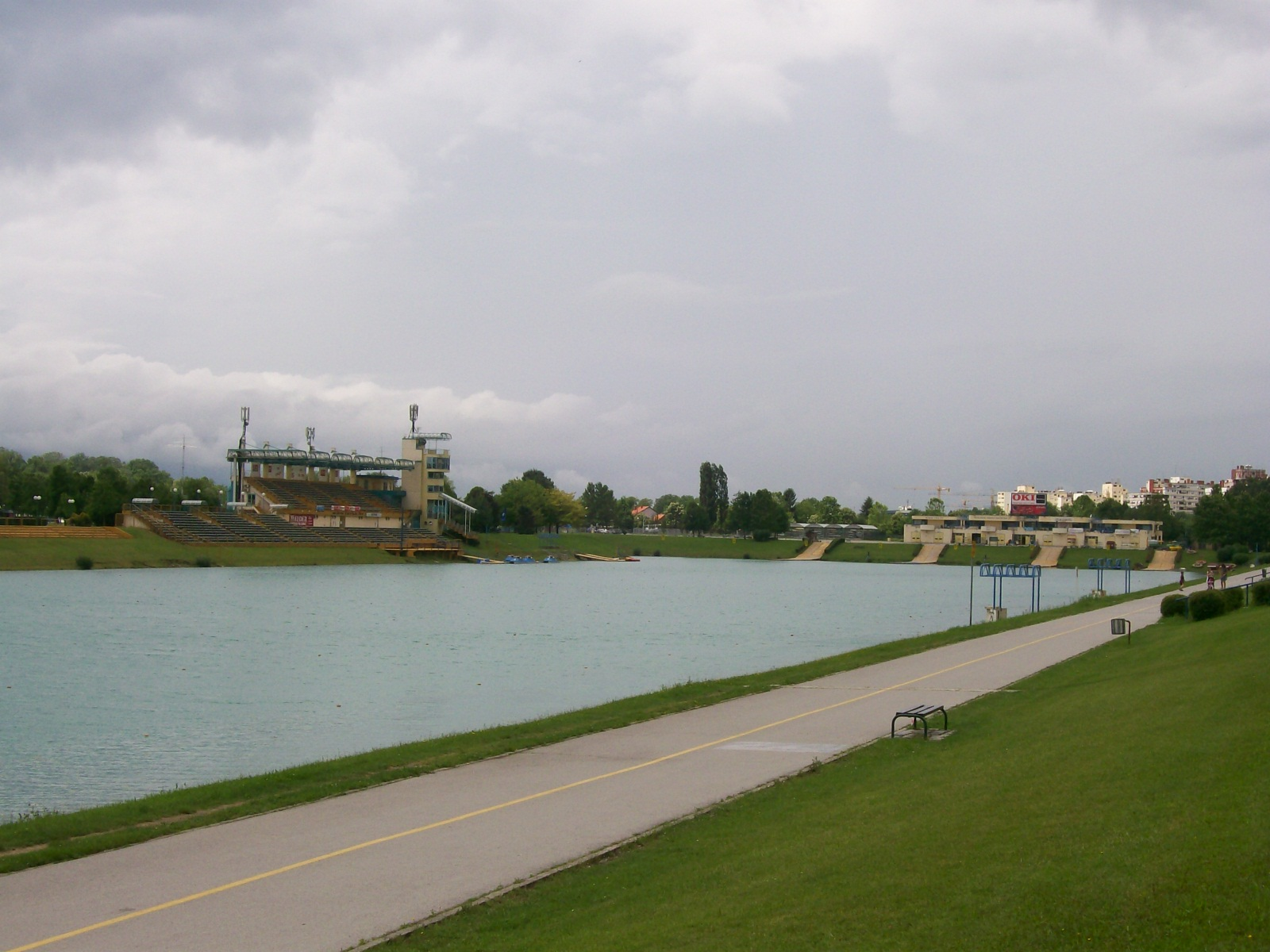
Jarunsjön

Sprinteuropamästerskapen i kanotsport 2012 anordnades den 22-24 juni i Zagreb, Kroatien.

## Medaljsummering

### Medaljtabell

#### Kanot och kajak
| Pl.    | Nation         | Guld | Silver | Brons | Totalt |
| ------ | -------------- | ---- | ------ | ----- | ------ |
| 1      | Tyskland       | 5    | 5      | 1     | 11     |
| 2      | Ungern         | 5    | 2      | 3     | 10     |
| 3      | Belarus        | 2    | 5      | 3     | 10     |
| 4      | Frankrike      | 2    | 3      | 0     | 5      |
| 4      | Rumänien       | 2    | 3      | 0     | 5      |
| 6      | Polen          | 2    | 2      | 2     | 6      |
| 7      | Tjeckien       | 1    | 2      | 0     | 3      |
| 8      | Serbien        | 1    | 1      | 1     | 3      |
| 9      | Danmark        | 1    | 1      | 0     | 2      |
| 10     | Storbritannien | 1    | 0      | 1     | 2      |
| 10     | Litauen        | 1    | 0      | 1     | 2      |
| 12     | Azerbajdzjan   | 1    | 0      | 0     | 1      |
| 12     | Bulgarien      | 1    | 0      | 0     | 1      |
| 12     | Sverige        | 1    | 0      | 0     | 1      |
| 15     | Spanien        | 0    | 3      | 3     | 6      |
| 16     | Ukraina        | 0    | 0      | 3     | 3      |
| 17     | Portugal       | 0    | 0      | 2     | 2      |
| 17     | Slovakien      | 0    | 0      | 2     | 2      |
| 19     | Österrike      | 0    | 0      | 1     | 1      |
| 19     | Italien        | 0    | 0      | 1     | 1      |
| 19     | Slovenien      | 0    | 0      | 1     | 1      |
| Totalt | Totalt         | 26   | 27     | 25    | 78     |

### Herrar
| Gren       | Guld                                                                                  | Tid       | Silver                                                                | Tid       | Brons                                                               | Tid       |
| C-1 200 m  | Valentin Demyanenko (AZE)                                                             | 38,752    | Alfonso Benavides (ESP)                                               | 38,968    | Jevgenij Šuklin (LTU)                                               | 39,060    |
| C-1 500 m  | Mathieu Goubel (FRA)                                                                  | 1:47,495  | Martin Fuksa (CZE)                                                    | 1:48,211  | David Cal (ESP)                                                     | 1:48,567  |
| C-1 1000 m | Sebastian Brendel (GER)                                                               | 3:50,726  | Mathieu Goubel (FRA)                                                  | 3:51,462  | Aljaksandar Zjukoŭski (BLR)                                         | 3:54,102  |
| C-1 5000 m | Florin Comanici (ROU)                                                                 | 22:55,509 | Manuel Antonio Campos (ESP)                                           | 23:21,833 | Matej Rusnák (SVK)                                                  | 23:31,905 |
| C-2 200 m  | Litauen Raimundas Labuckas Tomas Gadeikis                                             | 35,956    | Belarus Dzmitryj Rabtjanka Aljaksandr Valtjetski                      | 36,820    | Italien Daniele Santini Luca Incollingo                             | 37,472    |
| C-2 500 m  | Tjeckien Jaroslav Radoň Filip Dvořák                                                  | 1:39,564  | Rumänien Alexandru Dumitrescu Victor Mihalachi                        | 1:40,028  | Ukraina Vitalij Verheles Denys Kamerylov                            | 1:40,792  |
| C-2 1000 m | Rumänien Alexandru Dumitrescu Victor Mihalachi                                        | 3:35,020  | Tyskland Peter Kretschmer Kurt Kuschela                               | 3:35,544  | Belarus Andrej Bahdanovitj Aljaksandr Bahdanovitj                   | 3:35,744  |
| C-4 1000 m | Belarus Dzmitryj Rabtjanka Dzmitryj Vajtsisjkin Dzianis Harazja Aljaksandr Valtjetski | 3:22,139  | Rumänien Josif Chirilă Cătălin Costache Mihail Simion Florin Comanici | 3:23,551  | Ungern Márton Tóth Róbert Mike Henrik Vasbányai Szabolcs Németh     | 3:25,799  |
| K-1 200 m  | Marko Novaković (SRB)                                                                 | 34,431    | Maxime Beaumont (FRA)                                                 | 34,479    | Edward McKeever (GBR)                                               | 34,499    |
| K-1 500 m  | Anders Gustafsson (SWE)                                                               | 1:36,858  | Marek Twardowski (POL) · Josef Dostál (CZE)                           | 1:36,998  | Ingen utsedd                                                        |           |
| K-1 1000 m | Max Hoff (GER)                                                                        | 3:27,214  | René Holten Poulsen (DEN)                                             | 3:29,326  | Francisco Cubelos (ESP)                                             | 3:29,422  |
| K-1 5000 m | Aleh Jurenja (BLR)                                                                    | 20:33,221 | Max Hoff (GER)                                                        | 20:34,245 | Milán Noé (HUN)                                                     | 21:10,717 |
| K-2 200 m  | Storbritannien Liam Heath Jonathon Schofield                                          | 31,596    | Tyskland Ronald Rauhe Jonas Ems                                       | 31,780    | Polen Sebastian Szypula Dawid Putto                                 | 31,904    |
| K-2 500 m  | Frankrike Arnaud Hybois Sébastien Jouve                                               | 1:27,094  | Serbien Dusko Stanojević Dejan Pajić                                  | 1:27,382  | Belarus Raman Petrusjenka Vadzim Machneŭ                            | 1:27,390  |
| K-2 1000 m | Ungern Rudolf Dombi Roland Kökény                                                     | 3:13,981  | Tyskland Martin Hollstein Andreas Ihle                                | 3:15,011  | Slovakien Peter Gelle Erik Vlček                                    | 3:15,551  |
| K-4 1000 m | Danmark Kim Wraae René Holten Poulsen Emil Stćr Kasper Bleibach                       | 2:51,947  | Rumänien Traian Neagu Toni Ioneticu Ştefan Vasile Petrus Gavrila      | 2:52,239  | Serbien Milenko Zorić Ervin Holpert Aleksandar Aleksić Dejan Terzić | 2:52,959  |

### Damer
| Gren       | Guld                                                                          | Tid       | Silver                                                                | Tid       | Brons                                                                    | Tid       |
| C-1 200 m  | Stanilija Stamenova (BUL)                                                     | 48,915    | Sophie Cordelier (FRA)                                                | 50,088    | Olga Aliohina (UKR)                                                      | 50,104    |
| C-2 500 m  | Ungern Kincső Takács Zsanett Lakatos                                          | 2:07,878  | Belarus Katsiaryna Herasimenka Sviatlana Tulupava                     | 2:09,510  | Ukraina Natalija Zjiliuk Darija Motova                                   | 2:16,062  |
| K-1 200 m  | Nataša Dušev-Janić (HUN)                                                      | 39,372    | Marta Walczykiewicz (POL)                                             | 39,652    | Teresa Portela (POR)                                                     | 40,376    |
| K-1 500 m  | Katrin Wagner-Augustin (GER)                                                  | 1:49,300  | Danuta Kozák (HUN)                                                    | 1:49,948  | Špela Ponomarenko Janić (SVN)                                            | 1:51,252  |
| K-1 1000 m | Malgorzata Wardowicz (POL)                                                    | 4:01,023  | Silke Hörmann (GER)                                                   | 4:02,251  | Ana Roxana Lehaci (AUT)                                                  | 4:02,867  |
| K-1 5000 m | Renáta Csay (HUN)                                                             | 22:46,576 | Eva Barrios (ESP)                                                     | 23:00,888 | Katrin Wagner-Augustin (GER)                                             | 23:01,440 |
| K-2 200 m  | Tyskland Franziska Weber Tina Dietze                                          | 0:35,878  | Belarus Volha Chudzenka Maryna Pautaran                               | 0:35,994  | Portugal Joana Vasconcelos Beatriz Gomes                                 | 0:36,154  |
| K-2 500 m  | Ungern Katalin Kovács Nataša Dušev-Janić                                      | 1:38,704  | Belarus Volha Chudzenka Maryna Pautaran                               | 1:39,144  | Polen Karolina Naja Beata Mikolajczyk                                    | 1:39,292  |
| K-2 1000 m | Polen Karolina Naja Beata Mikolajczyk                                         | 3:39,096  | Ungern Anna Karasz Ninetta Vad                                        | 3:40,470  | Spanien Beatriz Manchón Jana Smidakova                                   | 3:41,760  |
| K-4 500 m  | Tyskland Carolin Leonhardt Franziska Weber Katrin Wagner-Augustin Tina Dietze | 1:32,176  | Belarus Iryna Pamialova Nadzeja Papok Volha Chudzenka Maryna Pautaran | 1:33,356  | Ungern Gabriella Szabó Danuta Kozák Katalin Kovács Krisztina Fazekas Zur | 1:34,832  |